# Fontaine-la-Soret
Fontaine-la-Soret is een plaats en voormalige gemeente in het Franse departement Eure in de regio Normandië en maakt deel uit van het arrondissement Bernay. De plaats telde 388 inwoners op 1 januari 2018.

## Geschiedenis
Fontaine-la-Soret maakte deel uit van het kanton Bernay tot de gemeente op 22 maart 2015 werd overgeheveld naar het kanton Brionne.
Fontaine-la-Soret is op 1 januari 2017 gefuseerd met de gemeenten Carsix, Nassandres en Perriers-la-Campagne tot de gemeente Nassandres sur Risle.

## Geografie
De oppervlakte van Fontaine-la-Soret bedraagt 9,62 vierkante kilometer; Op 1 januari 2018 was de bevolkingsdichtheid 40,3 inwoners per km².
De onderstaande kaart toont de ligging van Fontaine-la-Soret met de belangrijkste infrastructuur en aangrenzende gemeenten.

## Demografie
Onderstaande figuur toont het verloop van het inwonertal.
Carsix · Fontaine-la-Soret · Nassandres · Perriers-la-Campagne